# Металопрокатний завод у Фуджейрі
Металопрокатний завод у Фуджейрі – підприємство металургійної промисловості, яке працює у індустріальній зоні на північній околиці міста Фуджейра (Об’єднані Арабські Емірати).
Завод компанії United Steel Industries, який став до ладу в 2019 році, використовує сортову заготовку для виробництва будівельної арматури та катанки. Його основне обладнання становить прокатний стан від компанії Siemens VAI, що має потужність 0,95 (за іншими даними 1 або 1,1) млн тон на рік.